# Billboardlistans förstaplaceringar 1964
Detta är en lista över 1964 års förstaplaceringar på Billboard Hot 100. 

## Listhistorik
| Datum        | Låt                           | Artist           |
| 4 januari    | "There! I've Said It Again"   | Bobby Vinton     |
| 11 januari   | "There! I've Said It Again"   | Bobby Vinton     |
| 18 januari   | "There! I've Said It Again"   | Bobby Vinton     |
| 25 januari   | "There! I've Said It Again"   | Bobby Vinton     |
| 1 februari   | "I Want to Hold Your Hand"    | The Beatles      |
| 8 februari   | "I Want to Hold Your Hand"    | The Beatles      |
| 15 februari  | "I Want to Hold Your Hand"    | The Beatles      |
| 22 februari  | "I Want to Hold Your Hand"    | The Beatles      |
| 29 februari  | "I Want to Hold Your Hand"    | The Beatles      |
| 7 mars       | "I Want to Hold Your Hand"    | The Beatles      |
| 14 mars      | "I Want to Hold Your Hand"    | The Beatles      |
| 21 mars      | "She Loves You"               | The Beatles      |
| 28 mars      | "She Loves You"               | The Beatles      |
| 4 april      | "Can't Buy Me Love"           | The Beatles      |
| 11 april     | "Can't Buy Me Love"           | The Beatles      |
| 18 april     | "Can't Buy Me Love"           | The Beatles      |
| 25 april     | "Can't Buy Me Love"           | The Beatles      |
| 2 maj        | "Can't Buy Me Love"           | The Beatles      |
| 9 maj        | "Hello, Dolly!"               | Louis Armstrong  |
| 16 maj       | "My Guy"                      | Mary Wells       |
| 23 maj       | "My Guy"                      | Mary Wells       |
| 30 maj       | "Love Me Do"                  | The Beatles      |
| 6 juni       | "Chapel of Love"              | The Dixie Cups   |
| 13 juni      | "Chapel of Love"              | The Dixie Cups   |
| 20 juni      | "Chapel of Love"              | The Dixie Cups   |
| 27 juni      | "A World Without Love"        | Peter and Gordon |
| 4 juli       | "I Get Around"                | The Beach Boys   |
| 11 juli      | "I Get Around"                | The Beach Boys   |
| 18 juli      | "Rag Doll"                    | The Four Seasons |
| 25 juli      | "Rag Doll"                    | The Four Seasons |
| 1 augusti    | "A Hard Day's Night"          | The Beatles      |
| 8 augusti    | "A Hard Day's Night"          | The Beatles      |
| 15 augusti   | "Everybody Loves Somebody"    | Dean Martin      |
| 22 augusti   | "Where Did Our Love Go"       | The Supremes     |
| 29 augusti   | "Where Did Our Love Go"       | The Supremes     |
| 5 september  | "The House of the Rising Sun" | The Animals      |
| 12 september | "The House of the Rising Sun" | The Animals      |
| 19 september | "The House of the Rising Sun" | The Animals      |
| 26 september | "Oh, Pretty Woman"            | Roy Orbison      |
| 3 oktober    | "Oh, Pretty Woman"            | Roy Orbison      |
| 10 oktober   | "Oh, Pretty Woman"            | Roy Orbison      |
| 17 oktober   | "Do Wah Diddy Diddy"          | Manfred Mann     |
| 24 oktober   | "Do Wah Diddy Diddy"          | Manfred Mann     |
| 31 oktober   | "Baby Love"                   | The Supremes     |
| 7 november   | "Baby Love"                   | The Supremes     |
| 14 november  | "Baby Love"                   | The Supremes     |
| 21 november  | "Baby Love"                   | The Supremes     |
| 28 november  | "Leader of the Pack"          | The Shangri-Las  |
| 5 december   | "Ringo"                       | Lorne Greene     |
| 12 december  | "Mr. Lonely"                  | Bobby Vinton     |
| 19 december  | "Come See About Me"           | The Supremes     |
| 26 december  | "I Feel Fine"                 | The Beatles      |